# 小鳥之翼
《小鳥之翼》（BIRDIE WING -Golf Girls' Story-）是日本原創電視動畫，以高爾夫球運動為主題，由BN Pictures製作。第1季在2022年4月5日至6月28日播映。第2季原定於2023年1月首播，其後延期至4月首播。

## 角色列表

### 主要角色
伊芙（聲：鬼頭明里）
原名是伊凡潔琳(イヴァンジェリン)。大家都叫她「伊芙」。金髮美少女孤兒，因頭部受創而失憶，被傳說中的高爾夫大師雷歐看上逼她強制苦練了高爾夫球3年，習得了「七彩的子彈」的高爾夫技巧，生活在納弗雷斯市區的貧民區靠高爾夫球賭博為生。個性好強勇於挑戰對手但也有豪爽不拘小節的一面。
七彩的子彈
◎直擊的藍色子彈(直撃のブルー・バレット)：通常用於強力開球
◎連撃的藍色子彈(連撃のブルー・バレット)
◎撕裂的藍色子彈(裂帛のブルー・パレット)
◎天空的紅色子彈(天空のレッド・バレット)
◎逃脫的黃色子彈(脱出のイエロー・バレット)
◎貪婪的綠色子彈(強欲のグリーン・バレット)
◎信賴的綠色子彈(信頼のグリーン・バレット)
◎曲撃的紫色子彈(曲撃のパープル・バレット)
◎篤定的橘色子彈(確信のオレンジ・バレット)
◎水龍的靛藍色子彈(水龍のインジゴ・バレット)
天鷲葵（聲：瀨戶麻沙美）
日本人，世界頂尖大企業─天鷹集團的千金。雙親都是職業高爾夫球手，自小獲重點栽培被視為日本甚至世界高爾夫球界偶像級的超新星，擁有很好的高爾夫球天賦，無論比賽在任何情況下都能夠純粹享受高爾夫，使得對手備感壓力，因此被稱作“天真無邪的暴君”。為了參加U15女子世界錦標賽來勘查地形時，巧遇了伊芙，馬上就對伊芙的高爾夫深深著迷。錦標賽上實力遠遠強過其他對手，確定能贏得優勝。但再最後一天的賽事中，與受到特別邀請來參賽的伊芙進行了不相上下的激烈攻防戰。視伊芙為好友和競爭對手。並與伊芙約定第二天飛機起飛之前再來一戰，但伊芙並沒有在約定的時間內抵達場地，葵僅留下了寫著「騙子」的高爾夫球在原地。

### 納弗雷斯市
莉莉·李普曼（聲：關根明良）
與伊芙在貧民窟一起生活的夥伴，就像是家人一樣一起生活在一起。經常跟著伊芙到處去高爾夫賭博當桿弟。很喜歡鋼彈模型。
克莱茵·克拉拉（聲：木下紗華）
在貧民窟裡經營著酒吧，像是大家的母親或大姊一般的存在。

### 雷凰女子學園
新庄雨音（聲：小清水亞美）
葵的專屬桿弟也是照顧她生活起居的女傭兼經紀人。帶著眼鏡，綠色短髮。具備心理學、氣象學、資訊統計學等知識，從小就跟在葵身邊處理大小事務有如姊妹一般，為了完美的支持著自己最喜歡的葵，經常帶著平板蒐集比賽和對手的數據協助葵分析比賽情況。對於直覺派的伊芙有股對抗意識也無法理解其作風。
早乙女一奈（聲：藤田咲）
咖啡色髮色，綁著馬尾。雷鳳女子學園高爾夫球部的一年級，就讀於桿弟科目，她的目標是成為職業桿弟。擅長根據選手的情況和地形、風向判讀適合的擊球路徑。經常是拿著小筆記本到處做紀錄，與雨音利用科技運算蒐集數據的方式剛好形成對比。在學園苦無找到能讓自己發揮輔助長才的選手直到遇見伊芙後被她的球風深深吸引，開始渴望成為她的專屬桿弟。後來強烈向伊芙自我推薦下，終於成功成為了伊芙的桿弟。
神宮寺絹江（聲：中原麻衣）
雷鳳女子學園高爾夫球部的三年級，為社團的社長。實力強大不下於葵因手受傷故無法參加比賽，看過伊芙的揮桿後決心讓她代替自己成為全國校際大賽的選手。與教練亞室在交往，不喜歡其他女生太接近教練，偶爾會展現對教練佔有慾的樣子。
亞室麗矢（聲：古谷徹）
雷鳳女子學園高爾夫球社團的教練。看上伊芙的實力，讓她成為正式選手與葵搭檔參加全國校際比賽。與社長神宮寺絹江在交往但對葵很關心讓絹江有些不安。
實園遙香（聲：佐藤利奈）
雷鳳女子學園高爾夫球部的一年級，在一年級當中實力名列前茅，初中時曾拿下全國第三。希望一奈能當自己的專屬桿弟並想贏過葵。

### 天鷲集團
天鷲世良（聲：甲斐田裕子）
天鷲集團執行長也是葵的母親，原職業高爾夫球選手。從父親手上繼承了天鷲集團，強調著葵有自己和丈夫優秀的高爾夫球基因定能讓天鷲集團站上世界高爾夫球界的頂點，對此充滿自信。
天鷲一彦（聲：鳥海浩輔）
葵的父親，原名穂鷹一彦（ほだか かずひこ）。因在高爾夫球上有優異的成績，獲得與世良結婚的資格後入贅於天鷲集團，因一次郵輪事故落海意外而死。

## 主題曲
片頭「Venus Line」
歌：広瀬香美
作詞、作曲：広瀬香美
編曲：幕須介人
※第一季&第二季使用
片尾「ヨダカ」
歌：月詠み
作詞：ユリイ・カノン
作曲：Epoch
編曲：月詠み
※第一季使用
片尾「君がいるから」
歌：門脇更紗
作詞、作曲：門脇更紗
編曲：佐伯youthK
※第二季使用

## 集數列表
| 集數 | 日文標題 | 中文標題                                  | 分鏡     | 演出               | 作畫監督                                                                         | 動作作監 | 總作畫監督         | 首播日期 （2022年） |
| ---- | -------- | ----------------------------------------- | -------- | ------------------ | -------------------------------------------------------------------------------- | -------- | ------------------ | ------------------- |
| #01  |          | 七彩的子彈                                | 稻垣隆行 | 稻垣隆行           | 山崎正和、尾崎正幸、米山浩平                                                     | 菊池晃   | 山崎正和           | 2022年4月6日        |
| #02  |          | 天真無邪的暴君                            | 稻垣隆行 | 霜鳥孝介           | 久行宏和、加瀨幸治、浦島美紀                                                     | 菊池晃   | 原由美子           | 4月13日             |
| #03  |          | 兩人之間的比賽                            | 稻垣隆行 | 辻橋綾佳           | 高橋晃、中澤あこ                                                                 | 菊池晃   | 高橋晃             | 4月20日             |
| #04  |          | 毒蛇                                      | 稻垣隆行 | 秦義人             | 久行宏和、永田善敬、津幡佳明、奧野浩行                                           | 菊池晃   | 山崎正和、原由美子 | 4月27日             |
| #05  |          | 虛擬實境                                  | 稻垣隆行 | 櫛谷健太           | 奧谷周子、橋口隼人、小川玖理周                                                   | 菊池晃   | 原由美子           | 5月4日              |
| #06  |          | 反擊的狼煙                                | 稻垣隆行 | 倉富康平           | 高橋晃                                                                           | -        | 高橋晃             | 5月11日             |
| #07  |          | 葵色的子彈                                | 稻垣隆行 | 高林久弥           | 高倉香惠、新田綾子、諏訪可奈惠、高橋晃                                           | 菊池晃   | 橋本誠一           | 5月18日             |
| #08  |          | 最後的子彈                                | 稻垣隆行 | 霜鳥孝介           | 尾崎正幸、米山浩平、上野泰寬                                                     | 菊池晃   | 山崎正和           | 5月25日             |
| #09  |          | 早乙女一奈的目標是成為職業球僮            | 稻垣隆行 | 中西基樹、辻橋綾佳 | 高橋晃                                                                           | 菊池晃   | 高橋晃             | 6月1日              |
| #10  |          | 伊凡潔林怒氣沖沖                          | 稻垣隆行 | 日下直義           | 高橋晃、久行宏和、浦島美紀                                                       | 菊池晃   | 橋本誠一、高橋晃   | 6月8日              |
| #11  |          | 雜草不管怎麼生長都無法碰觸到太陽          | 稻垣隆行 | 小坂春女           | 津幡佳明、奧野浩行、加瀬幸治                                                     | 菊池晃   | 山崎正和           | 6月15日             |
| #12  |          | 葵和伊芙搭檔沒問題嗎？雙打錦標賽開始      | 辻橋綾佳 | 辻橋綾佳           | 高橋晃、遠藤香                                                                   | 菊池晃   | 高橋晃             | 6月22日             |
| #13  |          | 女生的房間其實還滿重要的                  | 小寺勝之 | 高林久弥           | 久行宏和、浦島美紀、耳浦朋彰                                                     | 菊池晃   | 山崎正和           | 6月29日             |
| #14  |          | 沉睡在少女記憶中的確切真相                | 小寺勝之 | 徐惠真             | 尾崎正幸、米山浩平、山本真夕子、南原孝衣子                                       | 菊池晃   |                    | 2023年4月8日        |
| #15  |          | 只要能打高爾夫球就是最幸福的理由          | 稻垣隆行 | 霜鳥孝介           | 高橋晃、遠藤香、手島勇人、關鵬、錢進一、鄭峰                                     | 菊池晃   | 高橋晃             | 4月15日             |
| #16  |          | 受到大人的自私牽連， 兩代年輕人們的不幸   | 稻垣隆行 | 秦義人             | 津幡佳明、奧野浩行、大西陽一、加瀨幸治                                           | 菊池晃   | 橋本誠一           | 4月22日             |
| #17  |          | 失憶的少女恢復記憶， 回到故鄉得知新的真相 | 稻垣隆行 | 日下直義           | 久行宏和、耳浦朋彰、福井麻記、前原薰                                             | 菊池晃   | 山崎正和           | 4月29日             |
| #18  |          | 與虛假訣別                                | 辻橋綾佳 | 辻橋綾佳           | 高橋晃、遠藤香                                                                   | 菊池晃   | 高橋晃             | 5月6日              |
| #19  |          | 閃耀之翼                                  | 木村剛   | 小坂春女           | 永田善敬、杉田葉子、幡野雄亮、木下由美子、キム・デジョン、パク・ミヒョン         | 菊池晃   | 山崎正和           | 5月13日             |
| #20  |          | 預告勝利的彩虹                            | 稻垣隆行 | 粟井重紀           | 尾崎正幸、米山浩平、浦島美紀、久行宏和、前原薰                                   | 菊池晃   | 尾崎正幸           | 5月20日             |
| #21  |          | 彩虹和子彈                                | 小寺勝之 | 高林久彌           | 高瀨言、柴田知波、西本成司、宮本武史、陳潔瓊、錢進一、關鵬                       | 菊池晃   | 高橋晃             | 5月27日             |
| #22  |          | 超越七彩                                  | 霜鳥孝介 | 霜鳥孝介           | 新保卓郎、耳浦朋彰、福井麻記                                                     | 菊池晃   | 浦島美紀           | 6月3日              |
| #23  |          | 為了實現夢想                              | 稻垣隆行 | 徐惠真             | 木下由美子、南原孝衣子、杉田葉子、キム・デジョン、パク・ミヒョン、ソン・ギルヨン | 菊池晃   | 橋本誠一、山崎正和 | 6月10日             |
| #24  |          | 約定                                      | 稻垣隆行 | 辻橋綾佳           | 高橋晃、遠藤香                                                                   | 菊池晃   | 高橋晃             | 6月17日             |
| #25  |          | 復甦的約定                                | 稻垣隆行 | 稻垣隆行           | 新保卓郎、尾崎正幸、米山浩平、橋本誠一、山崎正和、高橋晃                         | 菊池晃   | -                  | 6月24日             |

## 播映平台
| 播映地區 | 播映平台       | 播映日期              | 播映時間              | 備註   |
| 第二期   | 第二期         | 第二期                | 第二期                | 第二期 |
| -------- | -------------- | --------------------- | --------------------- | ------ |
| 臺灣     | 巴哈姆特動畫瘋 | 2023年4月8日－6月24日 | 星期六 01:00（UTC+8） |        |
| 臺灣     | 中華電信MOD    | 2023年4月8日－6月24日 | 星期六 01:00（UTC+8） |        |
| 臺灣     | Hami Video     | 2023年4月8日－6月24日 | 星期六 01:00（UTC+8） |        |
| 臺灣     | friDay影音     | 2023年4月8日－6月24日 | 星期六 01:00（UTC+8） |        |
| 臺灣     | LINE TV        | 2023年4月8日－6月24日 | 星期六 01:00（UTC+8） |        |
| 臺灣     | KKTV           | 2023年4月8日－6月24日 | 星期六 01:00（UTC+8） |        |
| 臺灣     | MyVideo        | 2023年4月8日－6月24日 | 星期六 01:00（UTC+8） |        |
| 臺灣     | CATCHPLAY+     | 2023年4月8日－6月24日 | 星期六 01:00（UTC+8） |        |

## 外部連結
- 官方網站（日語）
- 小鳥之翼的X（前Twitter）（日語）
- BIRDIE WING Metaverse （页面存档备份，存于）（日語）